# Yunganastes pluvicanorus
Yunganastes pluvicanorus е вид жаба от семейство Craugastoridae. Видът не е застрашен от изчезване.

## Разпространение и местообитание
Разпространен е в Боливия.
Обитава гористи местности и склонове.

## Описание
Популацията на вида е стабилна.